# Antoine de Rivarol
Antoine de Rivarol (26 de junio de 1753-Berlín 11 de abril de 1801), también llamado Rivarol o conde de Rivarol, fue un escritor y periodista francés.

## Biografía
En 1776 se muda a París, donde conoce a Voltaire y colabora en el Mercure de France. En 1784 la Academia de Berlín le premia por su Discours sur l'universalité de la langue française, y en 1785 fue nombrado socio de la misma. Más tarde tradujo el Infierno de Dante, y en 1788 alcanzó un verdadero escándalo con su Petit almanach de nos grands hommes.
Al estallar la revolución, siguió a la monarquía, colaboró con el Journal politique et national del abate S. de Castres, y luego en los Actes des Apôtres. De estilo vigoroso y mordaz, Burke lo llamó "el Tácito de la Revolución".